# Schnelle Havel
Schnelle Havel este o arie protejată (arie specială de conservare — SAC, sit de importanță comunitară — SCI) din Germania întinsă pe o suprafață de 2.462,9 ha, integral pe uscat.

## Localizare
Centrul sitului Schnelle Havel este situat la coordonatele 52°50′39″N 13°20′59″E / 52.8442°N 13.3497°E.

## Înființare
Situl Schnelle Havel a fost declarat sit de importanță comunitară în septembrie 2000 pentru a proteja 8 specii de animale. Situl a fost protejat și ca arie specială de conservare în octombrie 2014.

## Biodiversitate
Situată în ecoregiunea continentală, aria protejată conține 8 habitate naturale: Vegetație psamofilă uscată cu pășuni deschise de Corynephorus și Agrostis, Lacuri eutrofice naturale cu vegetație de tip Magnopotamion sau Hydrocharition, Cursuri de apă de la nivel de câmpie la nivel montan, cu vegetație Ranunculion fluitantis și Callitricho-Batrachion, Liziere de ierburi înalte hidrofile de câmpie și de nivel montan până la alpin, Păduri de fag Luzulo-Fagetum, Păduri acidofile de stejar bătrân cu Quercus robur pe câmpii nisipoase, Mlaștini împădurite, Păduri aluvionare cu Alnus glutinosa și Fraxinus excelsior (Alno-Padion, Alnion incanae, Salicion albae).
La baza desemnării sitului se află mai multe specii protejate:
- mamifere (3): castor (Castor fiber), vidră de râu (Lutra lutra), liliac comun (Myotis myotis)
- nevertebrate (1): fluturele purpuriu (Lycaena dispar)
- pești (4): avat (Aspius aspius), zvârluga (Cobitis taenia), țipar (Misgurnus fossilis), boarță (Rhodeus sericeus amarus)

Pe lângă speciile protejate, pe teritoriul sitului au mai fost identificate 1 specie de amfibieni, 1 specie de reptile.